# Chinese hockeyploeg (vrouwen)

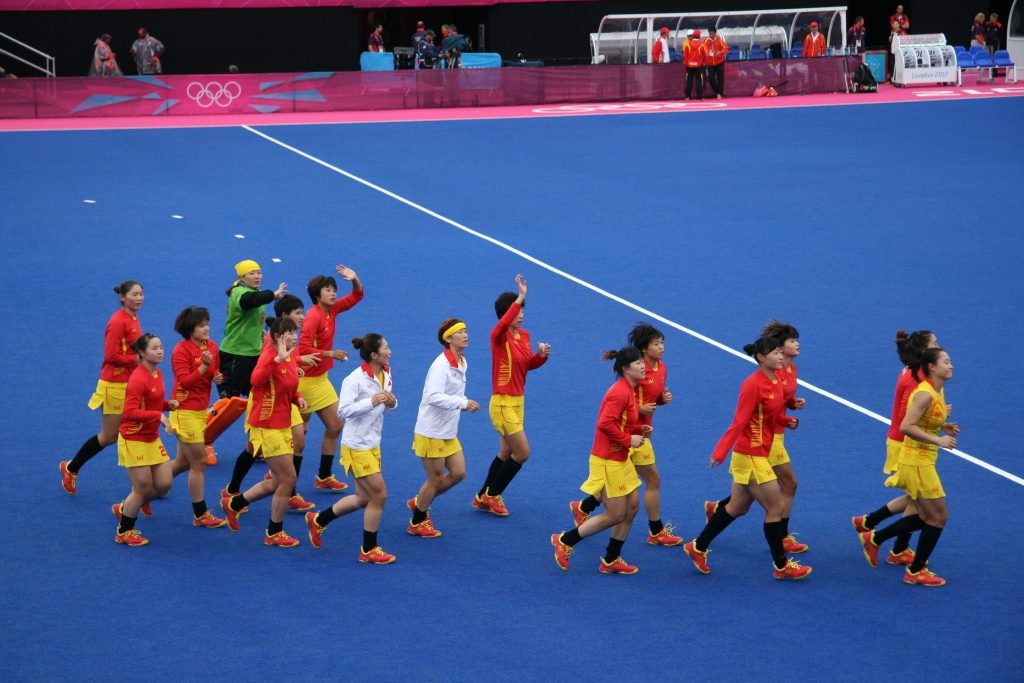
Chinese hockeyploeg voor vrouwen in 2012

De Chinese hockeyploeg voor vrouwen is de nationale ploeg die China vertegenwoordigt tijdens interlands in het hockey. Het land was op het hoogste mondiale niveau voor het eerst actief in 1990 tijdens het wereldkampioenschap. Het eindigde daar op de zesde plaats. Sindsdien plaatste het zich voor elk WK, met als hoogste plaats een derde plaats in 2002. De Champions Trophy werd in 2002 in eigen land gewonnen. Tweede plaatsen waren er in 2003 en 2006. Op de Olympische Spelen debuteerde het in 2000 met een vijfde plaats. Vier jaar later werd de halve finale gehaald, maar eindigde het op de vierde plaats. In 2008 was het als gastheer automatisch geplaatst. Op dit toernooi werden de Chinezen tweede, na de verloren finale tegen Nederland. China werd in 1989 en 2009 Aziatisch kampioen.

## Erelijst Chinese hockeyploeg
| Jaar | Champions Trophy           | Aziatisch kampioenschap | Olympische Spelen         | Wereldkampioenschap              | Hockey World League Hockey Pro League |
| ---- | -------------------------- | ----------------------- | ------------------------- | -------------------------------- | ------------------------------------- |
| 1971 |                            |                         |                           | geen deelname IFWHA WK           |                                       |
| 1972 |                            |                         |                           | geen deelname                    |                                       |
| 1974 |                            |                         |                           | geen deelname                    |                                       |
| 1975 |                            |                         |                           | geen deelname IFWHA WK           |                                       |
| 1976 |                            |                         |                           | geen deelname                    |                                       |
| 1978 |                            |                         |                           | geen deelname                    |                                       |
| 1979 |                            |                         |                           | geen deelname IFWHA WK           |                                       |
| 1980 |                            |                         | geen deelname             |                                  |                                       |
| 1981 |                            | geen deelname           |                           | geen deelname                    |                                       |
| 1983 |                            |                         |                           | geen deelname                    |                                       |
| 1984 |                            |                         | geen deelname             |                                  |                                       |
| 1985 |                            | geen deelname           |                           |                                  |                                       |
| 1986 |                            |                         |                           | geen deelname                    |                                       |
| 1987 | geen deelname              |                         |                           |                                  |                                       |
| 1988 |                            |                         | geen deelname             |                                  |                                       |
| 1989 | geen deelname              | AC 1989 Hongkong        |                           |                                  |                                       |
| 1990 |                            |                         |                           | 6e WK 1990 Sydney                |                                       |
| 1991 | 5e CT 1991 Berlijn         |                         |                           |                                  |                                       |
| 1992 |                            |                         | geen deelname             |                                  |                                       |
| 1993 | geen deelname              | AC 1993 Hiroshima       |                           |                                  |                                       |
| 1994 |                            |                         |                           | 7e WK 1994 Dublin                |                                       |
| 1995 | geen deelname              |                         |                           |                                  |                                       |
| 1996 |                            |                         | geen deelname             |                                  |                                       |
| 1997 | geen deelname              |                         |                           |                                  |                                       |
| 1998 |                            |                         |                           | 11e WK 1998 Utrecht              |                                       |
| 1999 | geen deelname              | AC 1999 New Delhi       |                           |                                  |                                       |
| 2000 | geen deelname              |                         | 5e OS 2000 Sydney         |                                  |                                       |
| 2001 | 4e CT 2001 Amstelveen      |                         |                           |                                  |                                       |
| 2002 | CT 2002 Macau              |                         |                           | WK 2002 Perth                    |                                       |
| 2003 | CT 2003 Sydney             |                         |                           |                                  |                                       |
| 2004 | 5e CT 2004 Rosario         | AC 2004 New Delhi       | 4e OS 2004 Athene         |                                  |                                       |
| 2005 | CT 2005 Canberra           |                         |                           |                                  |                                       |
| 2006 | CT 2006 Amstelveen         |                         |                           | 9e WK 2006 Madrid                |                                       |
| 2007 | geen deelname              | AC 2007 Hongkong        |                           |                                  |                                       |
| 2008 | 4e CT 2008 Mönchengladbach |                         | OS 2008 Peking            |                                  |                                       |
| 2009 | 5e CT 2009 Sydney          | AC 2009 Bangkok         |                           |                                  |                                       |
| 2010 | 6e CT 2010 Nottingham      |                         |                           | 8e WK 2010 Rosario               |                                       |
| 2011 | 7e CT 2011 Amstelveen      |                         |                           |                                  |                                       |
| 2012 | 8e CT 2012 Rosario         |                         | 6e OS 2012 Londen         |                                  |                                       |
| 2013 |                            | 4e AC 2013 Ipoh         |                           |                                  | 6e HWL 2012-13                        |
| 2014 | 6e CT 2014 Mendoza         |                         |                           | 6e WK 2014 Den Haag              |                                       |
| 2015 |                            |                         |                           |                                  | 4e HWL 2014-15                        |
| 2016 | geen deelname              |                         | 9e OS 2016 Rio de Janeiro |                                  |                                       |
| 2017 |                            | AC 2017 Kakamigahara    |                           |                                  | 8e HWL 2016-17                        |
| 2018 | 4e CT 2018 Changzhou       |                         |                           | 16e WK 2018 Londen               |                                       |
| 2019 |                            |                         |                           |                                  | 7e HPL 2019                           |
| 2021 |                            |                         | 9e OS 2020 Tokio          |                                  | 8e HPL 2020                           |
| 2022 |                            | 4e AC 2022 Muscat       |                           | 9e WK 2022 / Amstelveen/Terrassa | 8e HPL 2022                           |
| 2023 |                            |                         |                           |                                  | 7e HPL 2023                           |
| 2024 |                            |                         | OS 2024 Parijs            |                                  | 5e HPL 2024                           |
| 2025 |                            | ?e AC 2025 Hangzhou     |                           |                                  | 4e HPL 2025                           |
| 2026 |                            |                         |                           | ?e WK 2026 / Waver/Amstelveen    | ?e HPL 2026                           |